# Binomiális sor
A binomiális sor a matematikai analízisben az  (1 + x) α függvény MacLaurin-sora, ahol α ∈ C egy tetszőleges komplex szám.
Képlettel kifejezve:
{\displaystyle {\begin{aligned}(1+x)^{\alpha }&=\sum _{k=0}^{\infty }\;{\alpha  \choose k}\;x^{k}\qquad \qquad \qquad (1)\\&=1+\alpha x+{\frac {\alpha (\alpha -1)}{2!}}x^{2}+\cdots ,\end{aligned}}}
A binomiális sor egy hatványsor az (1) képlet jobb oldalán, binomiális együtthatókkal kifejezve:
{\displaystyle {\alpha  \choose k}:={\frac {\alpha (\alpha -1)(\alpha -2)\cdots (\alpha -k+1)}{k!}}.}

## Speciális esetek
Ha α egy nem negatív n egész, akkor (n+1)-ik tag, és sorozat összes többi tagja 0-val egyenlő, mivel mindegyik tartalmazza a (n - n) tényezőt; így aztán a sorozat véges, és a binomiális tételt adja.
A következő változat tetszőleges komplex β –ra igaz, de különösen hasznos negatív egész kitevők esetén:
{\displaystyle {\frac {1}{(1-z)^{\beta +1}}}=\sum _{k=0}^{\infty }{k+\beta  \choose k}z^{k}.}
Ezt bizonyítandó, helyettesítsük x=−z –t az (1) képletbe, és alkalmazzuk a binomiális együttható azonosságát.

## Összegzés
A binomiális sor differenciálásával, |x| < 1 konvergencia mellett, használva az (1) képletet, egy összeget kapunk, mely egy analitikus-függvény, a (1 + x)u'(x) = α u(x) közönséges differenciálegyenlet megoldása, u(0) = 1 kezdeti értékkel.
A probléma egyedi megoldása u(x) = (1 + x)α, mely a binomiális sor összege, legalább |x| < 1.esetén. Az egyenlőség kiterjeszthető |x| = 1-re, ha a sor konvergál, Abel-féle binomiális tétel következményeképpen, és (1 + x)α folytonossága miatt.

## Történet
Sir Isaac Newtontól származnak az első eredmények, melyek a binomiális sorok kidolgozásához vezettek. Newton bizonyos görbéket vizsgált, pozitív egész kitevőkkel.
Az eredményeket tovább fejlesztette John Wallis, aki a y = (1 − x²)n egyenlettel foglalkozott, n=0, 1, 2, 3,… esetekben, és tört kitevőkkel is próbálkozott.
Egyértelműen a következő egyenleteket írta le:
{\displaystyle (1-x^{2})^{1/2}=1-{\frac {x^{2}}{2}}-{\frac {x^{4}}{8}}-{\frac {x^{6}}{16}}\cdots }
{\displaystyle (1-x^{2})^{3/2}=1-{\frac {3x^{2}}{2}}+{\frac {3x^{4}}{8}}+{\frac {x^{6}}{16}}\cdots }
{\displaystyle (1-x^{2})^{1/3}=1-{\frac {x^{2}}{3}}-{\frac {x^{4}}{9}}-{\frac {5x^{6}}{81}}\cdots }
A fentiek miatt a binomiális sorokat Newton binomiális elméletének is szokták hívni.
Newton nem bizonyította, és nem adott egyértelmű leírást a sor természetéről; valószínűleg, mint igazoló példaként kezelte a sorokat, formális hatvány soroknak.
Később Niels Henrik Abel foglalkozott emlékirataiban a sorokkal, főleg a konvergencia kérdéseivel.